# Terminoflustra sagamiensis
Terminoflustra sagamiensis is een mosdiertjessoort uit de familie van de Flustridae. De wetenschappelijke naam van de soort is voor het eerst geldig gepubliceerd in 1921 door Okada.